# Kingscote Airport
Kingscote Airport är en flygplats i Australien. Den ligger i kommunen Kangaroo Island och delstaten South Australia, omkring 130 kilometer sydväst om delstatshuvudstaden Adelaide. Kingscote Airport ligger 7 meter över havet. Den ligger på ön Kangaroo Island.
Trakten runt Kingscote Airport är nära nog obefolkad, med mindre än två invånare per kvadratkilometer.. Närmaste större samhälle är Kingscote, omkring 12 kilometer nordost om Kingscote Airport. 
Trakten runt Kingscote Airport består till största delen av jordbruksmark. Genomsnittlig årsnederbörd är 753 millimeter. Den regnigaste månaden är juni, med i genomsnitt 143 mm nederbörd, och den torraste är januari, med 21 mm nederbörd.